# چشمه دیو آسیاب
چشمه دیو آسیاب مکانی با جاذبه‌های گردشگری است که در بخش لاریجان، آمل، استان مازندران در مسیر دشت لار قرار دارد.

## خاصیت درمانی
با توجه به این که آب این چشمه از نوع بی کربنات گوگردی است، بنابراین وقتی نزدیک آن می‌شوید بوی گوگردی که از آن ساطع می‌شود را متوجه خواهید شد، آبی ترش مزه که بین ۵ تا ۱۰ درجه سانتیگراد دمای آن است. با توجه به تغییرات آب و هوا در فصول مختلف رنگ آب از آبی روشن تا خاکستری متغیر است که به میزان آلودگی آب بستگی دارد. در واقع یکی از دلایل سفید بودن آب رود سفیدآب، گوگردی بودن آب این چشمه است، چرا که در نهایت آب چشمه دیو آسیاب به سفید رود می‌ریزد. املاح معدنی موجود در این آب برای درمان برخی از بیماریها مناسب است و خاصیت درمانی دارد.